# Thesium lewallei
Thesium lewallei är en sandelträdsväxtart som beskrevs av A. Lawalrée. Thesium lewallei ingår i släktet spindelörter, och familjen sandelträdsväxter. Inga underarter finns listade i Catalogue of Life.